# Locomotora (álbum)
Blops o Locomotora es el tercer y último álbum de la banda chilena Los Blops, grabado en 1973, editado en 1974. A diferencia de sus dos últimos discos, el estilo de este álbum se caracteriza por dejar de lado completamente el Folk-Rock que los caracterizaba abarcando de lleno el Jazz Fusión, con temas más largos que los anteriores y 100% instrumentales. Tampoco contó con la participación del guitarrista Julio Villalobos, quien para esa época ya no formaba parte del grupo oficialmente (habiéndose retirado definitivamente en mayo de 1973), siendo reemplazado por el pianista Juan Carlos Villegas. El máster se extravió, en la era post golpe.
Este disco fue grabado en los estudios RCA en Buenos Aires, Argentina, en solamente 14 horas. Este estudio estuvo disponible para la banda gracias a su productor Pepe Romeu.
El álbum tuvo escasa promoción, siendo editadas solamente 500 copias en Chile.

## Lista de temas

### Lado A
1. "Allegro Ma Non Troppo" (Pepe Romeu) -12:44
2. "Tartaleta de Frutilla" (Eduardo Gatti) -9:00

### Lado B
1. "Locomotora" (Blops) -5:27
2. "Pirómano" (Juan Carlos Villegas) -5:34
3. "Sandokán" (Juan Contreras) -9:12

## Músicos
- Eduardo Gatti: Guitarras, voces.
- Juan Pablo Orrego: Bajos.
- Juan Carlos Villegas: Piano, teclados.
- Juan Contreras: Flautas, teclados.
- Sergio Bezard: Batería, percusión.

- Datos: Q5978273